# 内屋英子
内屋 英子（うちや えいこ、1988年5月31日 - ）は、日本の女性モデル、タレント、ファッションデザイナー。
2008年10月までプラチナムプロダクションに所属。2014年現在、主に舞台衣装デザイナーとして活躍中。

## 来歴
鹿児島県鹿児島市出身。2008年東京ガールズコレクション 08A/W ミスTGC 準グランプリ。
主にテレビ、ファッション雑誌で活躍。
2012年3月バンタンデザイン研究所を卒業し、デザイン活動を開始。
2012年9月より雑誌25ansにてブログを執筆中。
2014年6月22日、一般人男性と結婚。

## 人物
- 血液型…A型
- 趣味…舞台芸術鑑賞、旅行、温泉巡り
- 特技…ピアノ、バレエ
- 2008年9月：東京ガールズコレクション'08A/W「ミスTGC」準グランプリ

時間があればバレエ公演やリサイタルに足を運ぶ程の芸術鑑賞好き。
また、鹿児島出身ということもあり、自他共に認める温泉好きである。
2歳半よりピアノをはじめ、これまでに、東郷和子、桃坂寛子に師事。
もともと動物好きである母の影響を受け、本人もかなりの動物好きである。
故郷鹿児島への思い入れが強く、KKB鹿児島放送の「kingspe（キンスペ）」では鹿児島の伝統工芸、芸術、文化等を紹介した。

## 出演

### テレビ
- 『ぷっ』すま『芸能界完ペキ王（パーフェクトマン）決定戦』（テレビ朝日系・2008年2月26日）